# Invitatório
O Invitatório é, na Liturgia das Horas, uma introdução à oração de todo o dia, rezando-se ao iniciar a primeira hora litúrgica do dia, que tanto pode ser a de Laudes como o Ofício de Leitura.
Tem como finalidade fazer um convite à oração e pedir a Deus que disponha os fiéis para melhor O louvarem.

## Conteúdo
É formado pelos seguintes elementos:
- Versículo introdutório: V. Abri, Senhor, os meus lábios R. E a minha boca anunciará o vosso louvor.

- Salmo invitatório, normalmente o salmo 95 (94), que pode ser substituído pelos salmos 24 (23), 67 (66) e 100 (99). No princípio do salmo e no fim de cada estrofe diz-se uma antífona, que geralmente começa com as palavras Vinde, adoremos… ou outras semelhantes.

- Segue-se a hora litúrgica respectiva, mas sem versículo introdutório.